# Reggiane Re.2002
Le Reggiane Re.2002 était un avion militaire de la Seconde Guerre mondiale, un chasseur d'attaque et chasseur bombardier, conçu et construit en Italie par Officine Meccaniche Reggiane.

## Conception
Au début de l’année 1940, les responsables des "Reggiane" (comme l'appellent les italiens), proposent à la Regia Aeronautica de développer une version chasseur d’attaque au sol et chasseur-bombardier de leur avion Re.2000 "Falco". L’idée était alors que l’aviation fasciste dispose d’un avion rapide et sûr pouvant assurer l’appui des troupes italiennes dans leurs combats en Afrique du nord. Il fallait aussi remplacer les chasseurs biplans Fiat CR.32 utilisés dans ce rôle pour lequel ils n’avaient pas été conçus. Les généraux de la Regia Aeronautica (Aviation Royale italienne) passent commande pour 150 exemplaires, prototypes compris.
Conçu par l'ingénieur Roberto Longhi, avec la collaboration de l'ingénieur Antonio Alessio, le Re.2002 est une évolution du Re.2000, dont il reprend les lignes générales extérieures mais dont il se différencie par l'utilisation du moteur radial Piaggio P.XIX RC45 Turbine plus puissant, délivrant une puissance de 1 160 Ch, soit 160 Ch de plus que le Piaggio P.XI monté sur le Re.2000 et par la structure différente des ailes.
Le choix de revenir à un avion équipé d'un moteur en étoile, malgré les avis très positifs sur le moteur en V monté sur le Re.2001, est du principalement au besoin de libérer la production de l'avion de la réduction des livraisons des moteurs DB 601 produits par Alfa Romeo Avio qui étaient destinés en priorité aux Macchi M.C.202. De plus, Robertor Longhi était, selon de nombreuses sources, un farouche partisan du moteur « en étoile ».
(NDR : Le moteur « en étoile » ou « radial », bien qu'ayant un impact aérodynamique plus important que le moteur en ligne, surtout si le radiateur est petit, présente des avantages : il est beaucoup plus robuste et facile à entretenir, il peut subir de gros dégâts tout en continuant à fonctionner. Il nécessite une main d'œuvre moins hautement qualifiée pour les construire.)
Pour les ailes du Reggiane Re.2002, les concepteurs ont repris les solutions déjà utilisées pour le Re.2001, notamment la structure à trois longerons au lieu de celle à cinq longerons du Re.2000. De même, l'intégration des réservoirs de carburant dans la structure a été abandonnée.
Le premier prototype du Re.2002, a volé en octobre 1940, environ trois mois après le premier vol du Re.2001, construit à partir de la cellule d'un Re.2000 (numéro de série MM.454),). Un précédent modèle d'avion de la série MM.453, devait être équipé du moteur Fiat A.76 de 1 000 Ch mais le projet n'a pas été porté à son terme.
À la suite des difficultés rencontrées dans la mise au point du moteur,,,, n'a été transféré au Centre Expérimental de la Regia Aeronautica basé à l'aéroport de Guidonia que le 24 mars 1941.
La Regia Aeronautica a passé la première commande de 100 exemplaires du chasseur-bombardier Re.2002, huit mois plus tard, en novembre 1941. Le premier avion a été livré le 18 mai 1942, mais il a fallu attendre le 28 novembre suivant pour réceptionner le deuxième appareil.
Le projet Re.2002 n'a pas connu de développement ultérieur. 18 exemplaires ont été produits avec des modifications, mais peu détaillées, pour une utilisation comme bombardier en piqué. Un seul exemplaire Re.2002.bis (numéro de série MM.7327) a utilisé l'aile du Re.2005 et a volé le 12 juillet 1943 mais a été reconverti au standard de la série.
Plusieurs sources bibliographiques,, mentionnent l'intérêt de la Luftwaffe pour une version équipée du moteur BMW 801 radial, dont Officine Reggiane aurait reçu l'ordre par l'occupant nazi de construire un prototype qui a été détruit lors du bombardement des usines Reggiane au tout début du mois de janvier 1944.
À cause des bombardements qui ont entièrement détruit les bâtiments de l'usine principale et des bureaux d'Officine Reggiane à Reggio d'Émilie, il n'existe plus d'archives directes. Il n'est pas possible de retracer le nombre exact d'exemplaires fabriqués et leurs caractéristiques propres. Selon les sources, le nombre varie entre 225,, et 261 exemplaires,.

## Caractéristiques techniques

### Structure
Le Reggiane Re.2002 est un avion monoplan en porte-à-faux à ailes basses avec une structure entièrement métallique. Monomoteur et monoplace, il possède un fuselage de section circulaire, en duralumin. Le cockpit est situé au centre du fuselage équipé d'une verrière rabattable latéralement. Sur le prototype, contrairement à ce qui a été réalisé sur les exemplaires de série, le vitrage continue derrière le pilote.
L'aile a un plan elliptique et est faite de duralumin. Par analogie avec ce le Re.2001, l'aile du Re.2002 est à trois longerons et abrite des réservoirs de carburant auto-obturants, mais plus les ailes étanches à cinq longerons comme sur le Re.2000. L'empennage est de type classique, avec les stabilisateurs placés à la base de la dérive.
Le train d'atterrissage est du type tricycle mono-roue escamotables (système Curtiss). La roulette de queue, bien qu'orientable, n'est pas escamotable.

### Moteur
Le moteur qui équipe le Re.2002 un moteur radial 14 cylindres à double étoile Piaggio P.XIX RC45 Turbine, refroidi par air, développant une puissance de 1 160 Ch. Ce moteur, un des plus puissants disponibles à l'époque, a demandé une très longue mise au point au cours de son développement. Sa production en série a même dû être retardée de cinq mois à la suite des essais en vol pour son homologation. Le moteur comme l'hélice tripale, à pas variable en vol, sont fabriqués par Piaggio Aereo.

### Armement
L'armement du Re.2002 se compose de 4 mitrailleuses : 2 Breda de calibre 12,7 mm positionnées au-dessus du moteur, à tir synchronisé à travers le disque d'hélice (840 coups) et de 2 de calibre 7,7 mm (1 280 projectiles) logées dans les ailes.
L'avion dispose également de trois attaches, une sous le fuselage et une sous chaque aile, pour les charges largables ou des réservoirs de carburant supplémentaires. La charge transportable peut atteindre 650 kg de bombes. L'utilisation d'une torpille "MAS.450/125/3,63" a été testée mais cette option n'a pas été retenue.

### Spécifications
Caractéristiques générales :
- Équipage : 1
- Longueur : 8,16 m
- Envergure : 11,0 m
- Hauteur : 3,15 m
- Surface de l'aile : 20,4 m²
- Profil aérodynamique : N-38[18]
- Poids à vide : 2 390 kg
- Poids maximal au décollage : 3 240 kg
- Groupe motopropulseur : 1 moteur à pistons radiaux suralimenté refroidi par air Piaggio P.XIX RC45 Turbine 14 cylindres, 876 kW (1 175 HP / 1192 Ch)
- Hélice : à 3 pales Piaggio à vitesse constante et orientation des pales variable en vol
- Performances :
  - Vitesse maximale : 530 km/h (290 nœuds) à 5 500 m
  - Vitesse de croisière : 400 km/h à 4 500 m
  - Vitesse de décrochage : 120 km/h (volets baissés)
  - Autonomie : 1 100 km à 6 000 m (417 km/h)
  - Plafond de service : 11 000 m
  - Temps pour atteindre l'altitude : 8 min 48 s à 6 000 m
- Armement :
  - Armes à feu :
    - 2 mitrailleuses Breda de 12,7 mm
    - 2 mitrailleuses Breda de 7,7 mm

  - Bombes :
    - 940 kg sur trois points d'attache

## Utilisation opérationnelle

Cocarde de la Regia Aeronautica fasciste (1926-1943)

### Regia Aeronautica - Armée de l'air Royale italienne
La commande de la première série de 100 exemplaires a été livrée en juillet 1943, tandis que sur la commande de 100 exemplaires de la deuxième série, seuls 47 exemplaires ont été livrés avant l'armistice de Cassibile divulgué le 8 septembre 1943,. Des sources bibliographiques mentionnent l'existence de commandes pour 500 autres exemplaires,, appareils qui n'ont jamais été fabriqués.
Les premières unités de l'aviation Royale italienne à recevoir les avions Reggiane Re.2002 Ariete en novembre ou décembre 1942 ont été le 239e et le 209e Escadron, du 102e Groupe de la 5e Escadre. Le mois suivant, d'autres avions ont été affectés aux 208e et 238e Escadrons du 101e Groupe de la 5e Escadre. À l'époque, les deux unités, 101e et 102e Groupes, étaient basées à l'aéroport Campo della Promessa de Lonate Pozzolo. Le 102e Groupe a d'abord été transféré à Reggio d'Émilie le 14 mai et, le 25 mai, à Tarquinia.
Le débarquement allié en Sicile le 10 juillet 1943 marque le début d'une activité intense pour les escadrons équipés des Re.2002. À ce moment, les deux unités des 101e et 102e Groupes, sont transférées à Crotone, d'où les avions décollent pour leurs missions pour contrer l’ennemi, au prix de pertes élevées. C'est justement à l'occasion de la première mission que l'avion du commandant de l'escadre, le colonel Guido Nobili, a été abattu. Parmi les résultats obtenus lors de ces attaques, l'armée de l'air italienne revendique les dommages causés au cuirassé britannique HMS Nelson qui a été contraint de retourner à Malte pour réparations. L'unité participe aux opérations liées au débarquement à Salerne le 9 septembre 1943. Le 13 juillet 1943 plusieurs avions Re.2002 sont détruits au sol lors des bombardements alliés sur l'aéroport de Crotone qui, comme le montre une note émise par le commandement de la 4e Escadrille le matin du 18 juillet, a été déclaré « impossible à atterrir ».
Dans les jours qui suivirent, les 10 avions Re.2002 affectés à la 50e escadre, dont les 28 Fiat G.50 avaient aussi été perdus dans le bombardement de Crotone, ont été transférés à Lonate Pozzolo.
Le 3 septembre 1943, la 8e armée britannique commence à débarquer en Calabre. La Regia Aeronautica lance une de ses dernières actions contre ces troupes : 15 avions Re.2002 de la 5e Escadre d'Assaut attaquent les forces britanniques et le lendemain, 17 avions sont impliqués. Le 4 septembre, le nouveau commandant de l'unité, le major Giuseppe Cenni est tué au combat, abattu par un Spitfire britannique.
Beaucoup des Re.2002 qui ont survécu aux combats de l'été 1943 sont rapidement revenus combattre avec la Regia Aeronautica (devenue une force armée co-belligérante alliée),. Il n’y a aucune information sur les avions de l’Armée de l’air Nationale Républicaine (ANR). Beaucoup d'avions, comme ceux appartenant au 50e et réquisitionnés sur l'aérodrome ou nouvellement fabriqués, ont été utilisés par la Luftwaffe.

Cocarde de l'Aeronautica Cobelligerante Italiana (ACI) Armé de l'air Cobelligérante Italienne rangée à côté des Alliés

### Force aérienne Cobelligérante Italienne
Le 8 septembre 1943, la 5e Escadre, avec ses 24 Reggiane Re.2002 restants, dont seulement 12 déclarés opérationnels, est déployée sur l'aéroport de Manduria, et mène une opération le 18 contre les navires allemands se dirigeant vers Corfou. Le 21 septembre, 3 Re.2002 participent à des attaques contre les troupes allemandes engagées à Céphalonie.
Parmi les opérations menées au mois d'octobre, où l'armée de l'air italienne a commencé ses opérations dans les Balkans, en soutien aux partisans yougoslaves du Maréchal Tito, 10 Re.2002 de la 5e Escadre ont pris participé à l'attaque de la base de la Luftwaffe à Scutari.
Parmi les avions restés opérationnels au début de l'été 1944, usés par une utilisation sans relâche, 11 Re.2002 survivants ont été retirés du service de première ligne le 2 juin 1944 et affectés à l'école de formation de chasseurs de Lecce-Leverano après 12 mois d'interventions intenses.

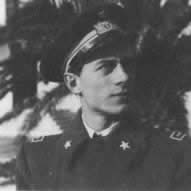
Le pilote Giuseppe Cenni, officier médaillé de bronze, d'argent et d'or de la valeur militaire

#### L'As du Re.2002: Giuseppe Cenni
Le pilote le plus talentueux et décoré sur les avions Re.2002 a été l'as légendaire de l'aviation italienne, Giuseppe Cenni,. Il a reçu la médaille d'or et 6 médailles d'argent de la valeur militaire, la Croix de fer allemande de 2e classe et 2 promotions pour mérite de guerre. Il débute comme pilote de chasse à l'âge de 21 ans avec 8 victoires dans la guerre civile espagnole et lors de la 2e guerre mondiale il devient spécialiste du pilotage en plongée, d'abord sur un Junkers Ju 87 Stuka puis sur les Reggiane Re.2002. Il intervient sur les fronts : Méditerranée, Gréco-Albanais, Yougoslave, Cyrénaïque, de nouveau en Méditerranée et les très délicates actions nocturnes sur Malte. Il a également inventé le « Skip Bombing / Picchiata Cenni » (piqué Cenni) avec ses Stukas. En février 1943, il est appelé par l'ingénieur Longhi pour l'aider à affiner la mise au point du Re.2002. À seulement 28 ans, il devient le plus jeune "Commandant d'escadre" de la Regia Aeronautica, escadre qui portera son nom. Il est ensuite envoyé pour contrer l'invasion de la Sicile puis de la Calabre par les Alliés. Il perd la vie le 4 septembre 1943 au commandement de la 5e Escadre, l'armistice était déjà signé depuis 3 jours mais était resté secret. Son ordre « Valzer ! », l'invitation au « Piqué » que Cenni utilisait avec ses pilotes sur les Stuka et les Re.2002, est resté célèbre,,

### Luftwaffe
Durant la Seconde Guerre mondiale l'Allemagne nazie avait manifesté un intérêt certain pour l'avion italien Reggiane Re.2002. Plusieurs sources bibliographiques font état d'une commande de 300 appareils équipés d'une aile étanche, comme celles du Re.2001. La Luftwaffe reçut initialement au moins 40 chasseurs-bombardiers. Vu les difficultés à obtenir en quantité suffisante le moteur Piaggio P.XIX RC 45 qui équipait les Re.2002, dues aux pénuries de matières premières et aux nombreuses demandes de modifications de la part de l'armée de l'air nazie,, il a été envisagé d'équiper les futurs exemplaires pour la Luftwaffe équipés d'un moteur BMW 801, un moteur radial à 14 cylindres, comme le Piaggio. De ce projet, un seul fuselage a été mis en chantier mais fabriqué que partiellement, tandis que la mise en place de la chaîne de fabrication a été détruite par les bombardements des 7 et 8 janvier 1944 qui ont causé la destruction complète des usines d'Officine Meccaniche Reggiane,.
Les 60 chasseurs-bombardiers Re.2002 réquisitionnés ou livrés neufs par l'usine, devaient initialement être utilisés comme remorqueurs cibles par la Luftflotte 3. Une partie des Re.2002 a été transférée au "Geschwader Bongart" (du nom de son commandant, Hermann Joseph von dem Bongart) et destinée à combattre la résistance française. Déployés notamment sur les aéroports de Bourges, Châteauroux et Clermont-Ferrand, ils ont été utilisés lors de la « bataille du Vercors » de juillet 1944. Un exemplaire du Re.2002 est exposé au Musée de la Résistance et de la Déportation de Limoges.

## Utilisateurs
Royaume d'Italie
- Regia Aeronautica
- Aeronautica Cobelligerante Italiana

 Reich allemand
- Luftwaffe

## Variantes et évolutions
- Projet pour la Luftwaffe avec moteur BMW 801

La disponibilité des moteurs Piaggio étant devenue problématique après le 3 septembre 1943, dans les avions destinés à la Luftwaffe, ils devaient être remplacés par des moteurs BMW 801 mais, à la suite de la destruction des usines Officine Meccaniche Reggiane de Reggio d'Émilie par les bombardements Alliés, le projet n'a pas eu de suites.
- Avion Reggiane Re.2003

Projet d'avion de reconnaissance de chasse biplace. L'un des deux prototypes construits a été converti à partir d'un Re.2002.
Le développement ultérieur Reggiane Re.2005, avec le Macchi MC.205 et le Fiat G.55, faisait partie de ce que l'on appelle la « Série 5 ».

## Avions sauvegardés
- Un exemplaire Reggiane Re.2002 est exposé au Musée Historique de l'Aeronautica Militare de Vigna di Valle, dans la ville métropolitaine de Rome Capitale. L'avion est aux couleurs de la 239e escadrille, 102e Groupe de la 5e Escadre du légendaire commandant Giuseppe Cenni, décoré de la Médaille d'or de la valeur militaire, même si la livrée choisie, contrairement à l'idée initiale[37],[38] est postérieure à l'armistice[39].
- Le fuselage restauré d'un Re.2002 de la Luftwaffe, N° de série W-Nr 1256, 81e exemplaire de la Série II, tombé à Jumeau-le-grand le 6 juin 1944, lors de la bataille du Vercors, à la suite d'une panne de moteur, est conservé au Musée de la Résistance et de la Déportation de Limoges[36]. Il est considéré comme un trophée, le symbole de la Résistance locale.